# SuS Emden
SuS Emden (offiziell: Spiel und Sport Emden von 1919 e.V.) ist ein Sportverein aus der kreisfreien Stadt Emden in Niedersachsen. Der Verein betreibt die Sparten Fußball, Tischtennis und Gymnastik.

## Vereinsgeschichte
Vorgänger von SuS Emden war der im Jahre 1905 gegründete Verein Sparta Emden. Ehemalige Mitglieder von Sparta Emden sowie des Emder SC gründeten am 9. April 1919 den heutigen Verein SuS Emden.

## Fußballabteilung
In der Zeit bis zum Zweiten Weltkrieg sowie in den ersten Nachkriegsjahren bestand eine dauerhafte Rivalität mit dem VfB Stern Emden. In der Spielzeit 1947/48 spielte SuS Emden in der Landesliga Niedersachsen, der damals höchsten niedersächsischen Amateurklasse. Der Verein stieg zum Saisonende als Tabellenletzter der Staffel Weser-Ems ab. Bis 1953 folgten fünf und von 1958 bis 1964 weitere sechs Spielzeiten in der zweithöchsten Amateurklasse des Niedersächsischen Fußballverbandes.
Nach vielen Jahren im unterklassigen Fußball spielte SuS Emden von 1995 bis 1997 zwei Jahre in der Landesliga Weser-Ems. Nach dem Abstieg folgte der freiwillige Rückzug in die Kreisklasse.
Bis 2018 pendelte SuS Emden zwischen der Kreisliga und den darunterliegenden Kreisklassen im Fußballkreis Emden-Aurich. Seit 2018 konnte der Verein aufgrund von Spielermangel keine Herrenmannschaft mehr für den Spielbetrieb melden.